# Edoardo Reja
Edoardo Reja, detto Edy Reja (Gorizia, 10 ottobre 1945), è un ex calciatore e allenatore di calcio italiano, di ruolo centrocampista.

## Carriera

### Giocatore
Nato a Lucinico, frazione di Gorizia, da famiglia di origine slovena, fu portato ancora giovane da Paolo Mazza a Ferrara tra le file della SPAL. Esordì giovanissimo in Serie A e, insieme a compagni di squadra come Fabio Capello, Luigi Pasetti e Adriano Zanier vinse, nel 1965, il Campionato Primavera. Nella sua carriera di calciatore, precisamente nel ruolo di centrocampista difensivo che durò dal 1963 al 1977, oltre a quella della SPAL, vestì le maglie del Palermo, dell'Alessandria e del Benevento con cui chiuse la carriera di giocatore.

Reja alla SPAL nel 1965.
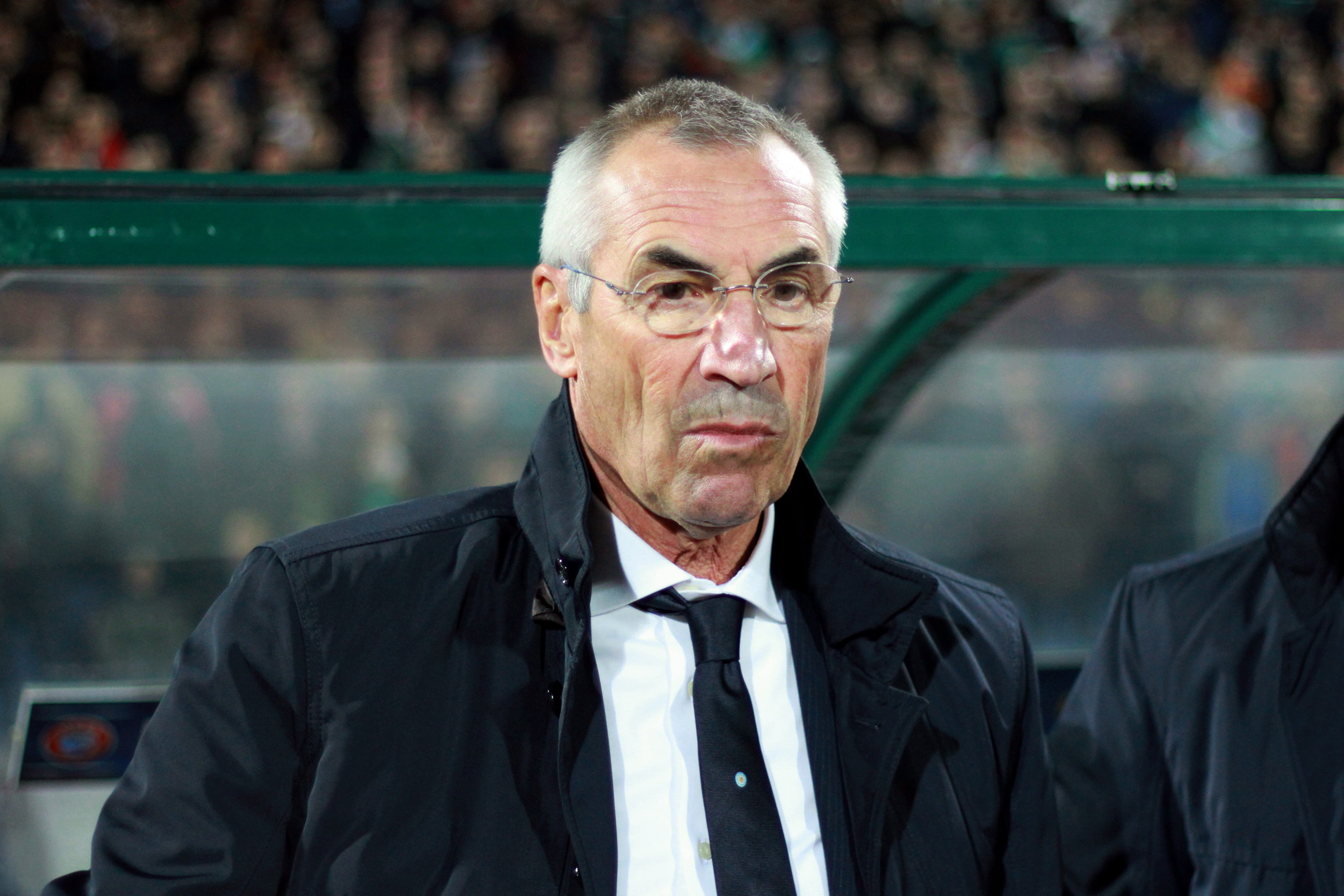
Reja al Palermo negli anni '70.
Un'altra immagine di Reja al Palermo.

### Allenatore

#### Gli inizi e le esperienze nelle serie minori
A partire dal 1979 iniziò una lunga carriera di allenatore che lo portò alla guida di numerose squadre di serie minori, compreso un ritorno a Gorizia in serie C2 1983-84 con la quale ottenne una salvezza, ed alcune altre nel corso degli anni ottanta, fino ad arrivare in Serie B alla guida del Pescara nella stagione 1989-1990, subentrando all'esonerato Ilario Castagner, dopo esser stato per due anni allenatore della squadra Primavera del club abruzzese.
Ha ottenuto ben quattro promozioni in Serie A: la prima con il Brescia nel 1997, la seconda con il L.R. Vicenza nel 2000, la terza con il Cagliari nel 2004 e la quarta con il Napoli nel 2007. Nella stagione 1991-1992 sfiora con il Cosenza la promozione nella massima serie, svanita solo nell'ultima giornata di campionato allo Stadio Via del mare di Lecce; difatti Reja ha ottenuto i primi successi proprio con la formazione calabrese, con la quale ha conquistato la permanenza in Serie B nello spareggio vinto contro la Salernitana e nella stagione successiva ha mancato la promozione nella massima serie per un solo punto in classifica.
Anche nell'annata 1997-1998, quando subentrò alla coppia Souness-Camolese sulla panchina del Torino, Reja andò vicino alla promozione in Serie A: i granata furono sconfitti ai calci di rigore dal Perugia di Castagner nella gara di spareggio giocata allo Stadio Giglio di Reggio Emilia.

#### Napoli
Dopo l'esperienza di Cagliari culminata con la promozione in Serie A, nel 2005 arriva a Napoli come sostituto di Gian Piero Ventura, primo allenatore del Napoli di Aurelio De Laurentiis e riesce a raggiungere i play-off persi poi con l'Avellino in due partite di finale. Nella stagione successiva il tecnico goriziano domina il campionato e riesce ad ottenere la promozione in Serie B.
Nel 2006, in Serie B, il Napoli chiude la stagione al secondo posto dietro la Juventus e davanti al Genoa, ottenendo la promozione diretta. Nel 2007, durante la quarta stagione consecutiva alla guida del Napoli, ritrova la massima serie. Nelle prime giornate il Napoli di Reja batte l'Udinese vincendo 5-0 ad Udine, pareggia 4-4 all'Olimpico contro la Roma e batte sul proprio terreno la Juventus (3-1). Nel girone di ritorno batte la Fiorentina (2-0), il Palermo (1-0), il Milan (3-1) e l'Inter (1-0), che allo Stadio San Paolo rimedierà la prima sconfitta stagionale.
I partenopei chiudono la stagione 2007-2008 all'ottavo posto con 50 punti, guadagnandosi l'accesso in Coppa Intertoto. Il 10 novembre 2007 in occasione della sfida allo Stadio Renzo Barbera contro il Palermo, Reja raggiunge le 700 panchine in carriera. Detiene, insieme ad Ottavio Bianchi, il record di allenatore che ha seduto per più stagioni consecutive sulla panchina del Napoli (cinque, dal febbraio 2005 al marzo 2009).
Viene confermato alla guida della squadra partenopea anche nella stagione 2008-2009. Superata con successo l'Intertoto sconfiggendo i greci del Panionios sia al San Paolo che al Nea Smyrni, entrambe per 1-0, il tecnico goriziano esordisce in Coppa UEFA dove, dopo aver vinto i preliminari contro gli albanesi del Vllaznia per 3-0 allo Stadio Loro-Boriçi e per 5-0 al San Paolo, viene eliminato al primo turno dal Benfica, vincendo per 3-2 in casa, ma perdendo per 2-0 all'Estádio da Luz.
In campionato, la squadra ha un avvio brillante (raggiunge la testa della classifica a pari punti con l'Udinese). Poi il tecnico ottiene 13 punti in dieci gare e chiude il girone d'andata al quinto posto a due punti dalla zona Champions. Il 10 marzo 2009, dopo la sconfitta casalinga contro la Lazio (settima in nove partite) e dopo un cammino disastroso nel girone di ritorno in cui la squadra partenopea raccoglie appena 2 punti, viene esonerato (dopo cinque anni e 188 panchine tra campionato e coppe) e sostituito da Roberto Donadoni. Il presidente De Laurentiis, parlando della decisione di avvicendarlo, lo definisce «un amico, uno di famiglia, uno che avrà sempre la porta aperta al Napoli».

#### Hajduk Spalato
Il 18 agosto 2009 diventa allenatore dell'Hajduk Spalato subentrando ad Ivica Kalinić (già sostituto del dimissionario Ante Miše) costretto a lasciare la panchina croata per problemi di salute. Viene ingaggiato dopo 4 giornate di campionato e firma un contratto biennale a 400.000 euro l'anno. Rimane sulla panchina dei croati fino al febbraio 2010.

#### Lazio
Il 10 febbraio 2010, a seguito dell'esonero di Davide Ballardini, diventa allenatore della Lazio, rescindendo consensualmente il contratto che lo legava ai croati dell'Hajduk Spalato. Esordisce sulla panchina dei biancocelesti nella trasferta contro il Parma, vinta per 2-0 grazie alle reti di Stendardo e Zárate, facendo ritrovare il successo alla squadra romana dopo un lungo periodo. Alla fine di una intensa rincorsa verso la salvezza, conquistata matematicamente solo alla penultima giornata battendo in trasferta il Livorno per 2-1, la Lazio chiude il campionato vincendo allo Stadio Olimpico contro l'Udinese per 3-1, piazzandosi così al dodicesimo posto finale a 46 punti di cui 24 fatti dal suo subentro, quando la squadra si era ritrovata addirittura terz'ultima.
Alla sua seconda stagione biancoceleste, all'inizio del campionato la Lazio perde all'esordio in casa della Sampdoria per 2-0, per poi inanellare una serie di risultati positivi a partire dal turno successivo, il primo allo Stadio Olimpico, in cui batte per 3-1 il Bologna. Complice il pareggio tra Inter e Juventus, la Lazio raggiunge il primato solitario alla sesta giornata, confermandolo al settimo turno battendo il Bari e all'ottavo battendo il Cagliari in casa. Prosegue con una vittoria in casa del Palermo. In queste circostanze Reja ottiene per la Lazio anche il record di punti (22) dopo 9 giornate che non era riuscito neanche nelle due "stagioni-scudetto" della formazione romana.
I risultati ottenuti dalla squadra spingono molte famiglie biancocelesti a sostenerlo nel finale di campionato. Perde i tre derby capitolini stagionali riuscendo però a portare la Lazio al quinto posto e quindi in Europa League con ben 66 punti (record del club a quel momento per la Serie A a venti squadre). La situazione cambia all'inizio della stagione 2011-2012; dopo la sconfitta per 2-1 in casa contro il Genoa subita il 18 settembre 2011, infatti, l'ambiente laziale inizia a contestarlo ed il presidente Claudio Lotito, nella giornata successiva, dichiara di aver respinto le dimissioni del tecnico friulano da allenatore della Lazio, confermandolo al timone della squadra.
Il 16 ottobre vince il suo primo derby di Roma quando i suoi superano i giallorossi per 2-1. Nuovi dissidi con il presidente fanno sì che l'allenatore rassegni nuovamente le dimissioni il 22 febbraio 2012, assumendo l'impegno di guidare per l'ultima volta la squadra in vista del ritorno dei sedicesimi di finale di Europa League contro l'Atlético Madrid: esse però vengono nuovamente respinte dal massimo dirigente laziale. Dopo il chiarimento tra i due, il tecnico friulano decide di rimanere sulla panchina biancoceleste fino al termine della stagione, riuscendo a vincere anche il derby di ritorno e a condurre i capitolini al quarto posto, centrando per il secondo anno consecutivo la qualificazione in Europa League. L'11 aprile 2012 allo Juventus Stadium taglia il traguardo delle cento panchine con la Lazio tra campionato, coppa nazionale e coppe europee. A fine stagione decide di non continuare la sua esperienza sulla panchina del club romano.
Il 4 gennaio 2014 ritorna alla Lazio dopo il licenziamento per giusta causa del tecnico Vladimir Petković, anche se già qualche giorno prima Reja aveva diretto gli allenamenti della squadra in attesa delle dimissioni di Petković dal 30 dicembre 2013.
Il 12 giugno 2014 lascia la panchina della Lazio dopo averla classificata al nono posto con 56 punti (di cui 36 punti fatti in 21 partite).

#### Atalanta
Il 4 marzo 2015 è assunto come allenatore dell'Atalanta, al posto dell'esonerato Stefano Colantuono. Guida i bergamaschi alla salvezza, ottenendo 14 punti (frutto di 2 vittorie, 8 pareggi e 3 sconfitte) in 13 partite, grazie ai quali la squadra chiude il campionato al quartultimo posto in classifica. È riconfermato anche per la stagione 2015-2016, nella quale i nerazzurri si piazzano tredicesimi in classifica con 45 punti. Questa sarà la sua ultima stagione sulla panchina bergamasca, alla luce della scelta della società atalantina di ingaggiare Gian Piero Gasperini per l'inizio della nuova annata.

#### Albania
Dopo aver annunciato il suo ritiro da allenatore, il 17 aprile 2019 è nominato commissario tecnico della nazionale albanese fino al termine delle qualificazioni a Euro 2020. Nel 2020 ottiene la promozione in Nations League B con la vittoria per 3-2 contro la Bielorussia all'ultima giornata.. Alla scadenza, del 31 dicembre 2022, non gli viene rinnovato il contratto.

#### Gorica e ritiro
Il 2 marzo 2023 assume l'incarico di allenatore del Gorica, squadra ultima in classifica nel campionato di massima serie slovena a 4 punti di distacco dalla zona salvezza. Il 17 aprile 2023 la società, sempre ultima in classifica ma a pari punti con la penultima, comunica di aver interrotto consensualmente il rapporto con l'allenatore.
Il 6 ottobre 2023, a distanza di 5 mesi dall'ultima esperienza in panchina, annuncia il proprio ritiro dalle attività manageriali.

## Statistiche

### Carriera da allenatore
Statistiche aggiornate al 15 maggio 2023. In grassetto le competizioni vinte.
| Stagione            | Squadra          | Campionato       | Campionato | Campionato | Campionato | Campionato | Coppe nazionali | Coppe nazionali | Coppe nazionali | Coppe nazionali | Coppe nazionali | Coppe continentali | Coppe continentali | Coppe continentali | Coppe continentali | Coppe continentali | Altre coppe | Altre coppe | Altre coppe | Altre coppe | Altre coppe | Totale | Totale | Totale | Totale | % Vittorie | Piazzamento             |
| Stagione            | Squadra          | Comp             | G          | V          | N          | P          | Comp            | G               | V               | N               | P               | Comp               | G                  | V                  | N                  | P                  | Comp        | G           | V           | N           | P           | G      | V      | N      | P      | %          | Piazzamento             |
| ------------------- | ---------------- | ---------------- | ---------- | ---------- | ---------- | ---------- | --------------- | --------------- | --------------- | --------------- | --------------- | ------------------ | ------------------ | ------------------ | ------------------ | ------------------ | ----------- | ----------- | ----------- | ----------- | ----------- | ------ | ------ | ------ | ------ | ---------- | ----------------------- |
| 1979-1980           | Molinella        | D                | 29         | 6          | 11         | 12         | -               | -               | -               | -               | -               | -                  | -                  | -                  | -                  | -                  | -           | -           | -           | -           | -           | 29     | 6      | 11     | 12     | 20,69      | 17º (retr.)             |
| 1980-1981           | Monselice        | C2               | 34         | 7          | 15         | 12         | -               | -               | -               | -               | -               | -                  | -                  | -                  | -                  | -                  | -           | -           | -           | -           | -           | 34     | 7      | 15     | 12     | 20,59      | 15º                     |
| lug.-nov. 1981      | Pordenone        | C2               | 10         | 1          | 5          | 4          | -               | -               | -               | -               | -               | -                  | -                  | -                  | -                  | -                  | -           | -           | -           | -           | -           | 10     | 1      | 5      | 4      | 10,00      | Eson.                   |
| 1982-1983           | Monselice        | C2               | 26         | 9          | 6          | 11         | -               | -               | -               | -               | -               | -                  | -                  | -                  | -                  | -                  | -           | -           | -           | -           | -           | 34     | 7      | 15     | 12     | 20,59      | 16º (retr.)             |
| Totale Monselice    | Totale Monselice | Totale Monselice | 60         | 16         | 21         | 23         |                 | -               | -               | -               | -               |                    | -                  | -                  | -                  | -                  |             | -           | -           | -           | -           | 60     | 16     | 21     | 23     | 26,67      |                         |
| 1983-1984           | Pro Gorizia      | C2               | 34         | 9          | 12         | 13         | -               | -               | -               | -               | -               | -                  | -                  | -                  | -                  | -                  | -           | -           | -           | -           | -           | 34     | 9      | 12     | 13     | 26,47      | 15º                     |
| 1984-1985           | Treviso          | C1               | 28         | 3          | 11         | 14         | -               | -               | -               | -               | -               | -                  | -                  | -                  | -                  | -                  | -           | -           | -           | -           | -           | 28     | 3      | 11     | 14     | 10,71      | Eson., Sub. 18º (retr.) |
| nov. 1985-1986      | Mestre           | C2               | 25         | 7          | 12         | 6          | -               | -               | -               | -               | -               | -                  | -                  | -                  | -                  | -                  | -           | -           | -           | -           | -           | 25     | 7      | 12     | 6      | 28,00      | Sub. 9º                 |
| mar.-giu. 1987      | Varese           | C2               | 11         | 2          | 3          | 6          | -               | -               | -               | -               | -               | -                  | -                  | -                  | -                  | -                  | -           | -           | -           | -           | -           | 11     | 2      | 3      | 6      | 18,18      | Sub. 10º                |
| set. 1989-1990      | Pescara          | B                | 33         | 13         | 10         | 10         | CI              | 4               | 1               | 1               | 2               | -                  | -                  | -                  | -                  | -                  | -           | -           | -           | -           | -           | 37     | 14     | 11     | 12     | 37,84      | Sub. 8º                 |
| nov. 1990-1991      | Cosenza          | B                | 31         | 11         | 11         | 9          | CI              | 4               | 1               | 1               | 2               | -                  | -                  | -                  | -                  | -                  | -           | -           | -           | -           | -           | 35     | 12     | 12     | 11     | 34,29      | Sub. 16º                |
| 1991-1992           | Cosenza          | B                | 38         | 13         | 16         | 9          | CI              | 2               | 0               | 1               | 1               | -                  | -                  | -                  | -                  | -                  | -           | -           | -           | -           | -           | 35     | 12     | 12     | 11     | 34,29      | 5º                      |
| Totale Cosenza      | Totale Cosenza   | Totale Cosenza   | 69         | 24         | 27         | 18         |                 | 6               | 1               | 2               | 3               |                    | -                  | -                  | -                  | -                  |             | -           | -           | -           | -           | 75     | 25     | 29     | 21     | 33,33      |                         |
| 1992-1993           | Verona           | B                | 38         | 10         | 15         | 13         | CI              | 4               | 1               | 1               | 2               | -                  | -                  | -                  | -                  | -                  | -           | -           | -           | -           | -           | 42     | 11     | 16     | 15     | 26,19      | 12º                     |
| nov. 1993-1994      | Bologna          | C1               | 24         | 14         | 3          | 7          | -               | -               | -               | -               | -               | -                  | -                  | -                  | -                  | -                  | -           | -           | -           | -           | -           | 24     | 14     | 3      | 7      | 58,33      | Sub. 4º                 |
| nov. 1994-gen. 1995 | Lecce            | B                | 9          | 2          | 2          | 5          | -               | -               | -               | -               | -               | -                  | -                  | -                  | -                  | -                  | -           | -           | -           | -           | -           | 24     | 14     | 3      | 7      | 58,33      | Sub., Dimis.            |
| feb.-giu. 1996      | Brescia          | B                | 14         | 5          | 4          | 5          | -               | -               | -               | -               | -               | -                  | -                  | -                  | -                  | -                  | -           | -           | -           | -           | -           | 14     | 5      | 4      | 5      | 35,71      | Sub. 16º                |
| 1996-1997           | Brescia          | B                | 38         | 18         | 12         | 8          | CI              | 1               | 0               | 1               | 0               | -                  | -                  | -                  | -                  | -                  | -           | -           | -           | -           | -           | 39     | 18     | 13     | 8      | 46,15      | 1º (prom.)              |
| lug. 1997           | Brescia          | A                | 0          | 0          | 0          | 0          | -               | -               | -               | -               | -               | -                  | -                  | -                  | -                  | -                  | -           | -           | -           | -           | -           | 0      | 0      | 0      | 0      | —          | Dimis.                  |
| Totale Brescia      | Totale Brescia   | Totale Brescia   | 52         | 23         | 16         | 13         |                 | 1               | 0               | 1               | 0               |                    | -                  | -                  | -                  | -                  |             | -           | -           | -           | -           | 53     | 23     | 17     | 13     | 43,40      |                         |
| ott. 1997-1998      | Torino           | B                | 33+1       | 15+0       | 11+1       | 7+0        | -               | -               | -               | -               | -               | -                  | -                  | -                  | -                  | -                  | -           | -           | -           | -           | -           | 34     | 15     | 12     | 7      | 44,12      | Sub. 5º                 |
| feb.-giu. 1999      | Vicenza          | A                | 15         | 5          | 2          | 8          | -               | -               | -               | -               | -               | -                  | -                  | -                  | -                  | -                  | -           | -           | -           | -           | -           | 15     | 5      | 2      | 8      | 33,33      | Sub. 17º (retr.)        |
| 1999-2000           | Vicenza          | B                | 38         | 20         | 7          | 11         | CI              | 6               | 2               | 2               | 2               | -                  | -                  | -                  | -                  | -                  | -           | -           | -           | -           | -           | 44     | 22     | 9      | 13     | 50,00      | 1º (prom.)              |
| 2000-2001           | Vicenza          | A                | 34         | 9          | 9          | 16         | CI              | 2               | 1               | 0               | 1               | -                  | -                  | -                  | -                  | -                  | -           | -           | -           | -           | -           | 36     | 10     | 9      | 17     | 27,78      | 16º (retr.)             |
| Totale Vicenza      | Totale Vicenza   | Totale Vicenza   | 87         | 34         | 18         | 35         |                 | 8               | 3               | 2               | 3               |                    | -                  | -                  | -                  | -                  |             | -           | -           | -           | -           | 95     | 37     | 20     | 38     | 38,95      |                         |
| dic. 2001-mar. 2002 | Genoa            | B                | 8          | 0          | 4          | 4          | -               | -               | -               | -               | -               | -                  | -                  | -                  | -                  | -                  | -           | -           | -           | -           | -           | 8      | 0      | 4      | 4      | &0,00      | Sub., Eson.             |
| gen.-apr. 2003      | Catania          | B                | 9          | 2          | 3          | 4          | -               | -               | -               | -               | -               | -                  | -                  | -                  | -                  | -                  | -           | -           | -           | -           | -           | 9      | 2      | 3      | 4      | 22,22      | Sub., Eson.             |
| nov. 2003-2004      | Cagliari         | B                | 30         | 17         | 9          | 4          | -               | -               | -               | -               | -               | -                  | -                  | -                  | -                  | -                  | -           | -           | -           | -           | -           | 30     | 17     | 9      | 4      | 56,67      | Sub. 2º (prom.)         |
| gen.-giu. 2005      | Napoli           | C1               | 15+4       | 10+1       | 4+2        | 1+1        | -               | -               | -               | -               | -               | -                  | -                  | -                  | -                  | -                  | -           | -           | -           | -           | -           | 19     | 11     | 6      | 2      | 57,89      | Sub. 3º                 |
| 2005-2006           | Napoli           | C1               | 34         | 19         | 11         | 4          | CI+CIC          | 5+4             | 3+3             | 0+0             | 2+1             | -                  | -                  | -                  | -                  | -                  | SSC         | 2           | 0           | 2           | 0           | 45     | 25     | 13     | 7      | 55,56      | 1º (prom.)              |
| 2006-2007           | Napoli           | B                | 42         | 21         | 16         | 5          | CI              | 5               | 3               | 1               | 1               | -                  | -                  | -                  | -                  | -                  | -           | -           | -           | -           | -           | 47     | 24     | 17     | 6      | 51,06      | 2º (prom.)              |
| 2007-2008           | Napoli           | A                | 38         | 14         | 8          | 16         | CI              | 5               | 3               | 1               | 1               | -                  | -                  | -                  | -                  | -                  | -           | -           | -           | -           | -           | 43     | 17     | 9      | 17     | 39,53      | 8º                      |
| 2008-mar. 2009      | Napoli           | A                | 27         | 10         | 5          | 12         | CI              | 2               | 1               | 1               | 0               | Int.+CU            | 2+4                | 2+3                | 0+0                | 0+1                | -           | -           | -           | -           | -           | 35     | 16     | 6      | 13     | 45,71      | Eson.                   |
| Totale Napoli       | Totale Napoli    | Totale Napoli    | 164        | 76         | 48         | 40         |                 | 21              | 13              | 3               | 5               |                    | 6                  | 5                  | 0                  | 1                  |             | 2           | 0           | 2           | 0           | 193    | 94     | 53     | 46     | 48,70      |                         |
| 2009-feb. 2010      | Hajduk Spalato   | 1. HNL           | 13         | 8          | 2          | 3          | HNK             | 4               | 3               | 1               | 0               | -                  | -                  | -                  | -                  | -                  | -           | -           | -           | -           | -           | 17     | 11     | 3      | 3      | 64,71      | Resc. cons.             |
| feb.-giu. 2010      | Lazio            | A                | 15         | 7          | 3          | 5          | -               | -               | -               | -               | -               | -                  | -                  | -                  | -                  | -                  | -           | -           | -           | -           | -           | 15     | 7      | 3      | 5      | 46,67      | Sub. 12º                |
| 2010-2011           | Lazio            | A                | 38         | 20         | 6          | 12         | CI              | 3               | 2               | 0               | 1               | -                  | -                  | -                  | -                  | -                  | -           | -           | -           | -           | -           | 41     | 22     | 6      | 13     | 53,66      | 5º                      |
| 2011-2012           | Lazio            | A                | 38         | 18         | 8          | 12         | CI              | 2               | 1               | 0               | 1               | UEL                | 10                 | 4                  | 3                  | 3                  | -           | -           | -           | -           | -           | 50     | 23     | 11     | 16     | 46,00      | 4º                      |
| gen.-giu. 2014      | Lazio            | A                | 21         | 10         | 6          | 5          | CI              | 2               | 1               | 0               | 1               | UEL                | 2                  | 0                  | 1                  | 1                  | -           | -           | -           | -           | -           | 25     | 11     | 7      | 7      | 44,00      | Sub. 9º                 |
| Totale Lazio        | Totale Lazio     | Totale Lazio     | 112        | 55         | 23         | 34         |                 | 7               | 4               | 0               | 3               |                    | 12                 | 4                  | 4                  | 4                  |             | -           | -           | -           | -           | 131    | 63     | 27     | 41     | 48,09      |                         |
| mar.-giu. 2015      | Atalanta         | A                | 13         | 2          | 8          | 3          | -               | -               | -               | -               | -               | -                  | -                  | -                  | -                  | -                  | -           | -           | -           | -           | -           | 13     | 2      | 8      | 3      | 15,38      | Sub. 17º                |
| 2015-2016           | Atalanta         | A                | 38         | 11         | 12         | 15         | CI              | 2               | 1               | 0               | 1               | -                  | -                  | -                  | -                  | -                  | -           | -           | -           | -           | -           | 40     | 12     | 12     | 16     | 30,00      | 13º                     |
| Totale Atalanta     | Totale Atalanta  | Totale Atalanta  | 51         | 13         | 20         | 18         |                 | 2               | 1               | 0               | 1               |                    | -                  | -                  | -                  | -                  |             | -           | -           | -           | -           | 53     | 14     | 20     | 19     | 26,42      |                         |
| mar.-apr. 2023      | Gorica           | 1. SNL           | 7          | 2          | 1          | 4          | CS              | 0               | 0               | 0               | 0               | -                  | -                  | -                  | -                  | -                  | -           | -           | -           | -           | -           | 7      | 2      | 1      | 4      | 28,57      | Sub., resc. cons.       |
| Totale Carriera     | Totale Carriera  | Totale Carriera  | 921        | 338        | 288        | 295        |                 | 57              | 27              | 11              | 19              |                    | 18                 | 9                  | 4                  | 5                  |             | 2           | 0           | 2           | 0           | 998    | 374    | 305    | 319    | 37,47      |                         |

#### Nazionale albanese
| Squadra | Naz                | da             | a                | Record | Record | Record | Record     | Record | Record | Record | Record |
| G       | V                  | N              | P                | GF     | GS     | DR     | Vittorie % |        |        |        |        |
| ------- | ------------------ | -------------- | ---------------- | ------ | ------ | ------ | ---------- | ------ | ------ | ------ | ------ |
| Albania | Albania (bandiera) | 17 aprile 2019 | 31 dicembre 2022 | 38     | 14     | 9      | 15         | 45     | 45     | +0     | 36,84  |

#### Nazionale albanese nel dettaglio
Statistiche aggiornate al 31 dicembre 2022.
| 2019             | Albania        | Qual. Euro 2020     | Subentrato, 4º nel gruppo H, non qualificato | 8  | 3  | 1 | 4  | 37,50 | 13 | 12 | +1 |
| 2020-2021        | Albania        | UEFA Nations League | 1º nel gruppo 4, promosso in lega B          | 6  | 3  | 2 | 1  | 50,00 | 8  | 4  | +4 |
| 2021             | Albania        | Qual. Mondiale 2022 | 3º nel gruppo I, non qualificato             | 10 | 6  | 0 | 4  | 60,00 | 12 | 12 | +0 |
| 2022-2023        | Albania        | UEFA Nations League | 3º nel gruppo 2 della Lega B                 | 4  | 0  | 2 | 2  | &0,00 | 4  | 6  | -2 |
| Dal 2019 al 2022 | Albania        | Amichevoli          |                                              | 10 | 2  | 4 | 4  | 20,00 | 8  | 11 | -3 |
| Totale Albania   | Totale Albania | Totale Albania      | Totale Albania                               | 38 | 14 | 9 | 15 | 36,84 | 45 | 45 | 0  |

#### Panchine da commissario tecnico della nazionale albanese
| Cronologia completa delle presenze e delle reti in nazionale ― Albania | Cronologia completa delle presenze e delle reti in nazionale ― Albania | Cronologia completa delle presenze e delle reti in nazionale ― Albania | Cronologia completa delle presenze e delle reti in nazionale ― Albania | Cronologia completa delle presenze e delle reti in nazionale ― Albania | Cronologia completa delle presenze e delle reti in nazionale ― Albania | Cronologia completa delle presenze e delle reti in nazionale ― Albania | Cronologia completa delle presenze e delle reti in nazionale ― Albania |
| Data                                                                   | Città                                                                  | In casa                                                                | Risultato                                                              | Ospiti                                                                 | Competizione                                                           | Reti                                                                   | Note                                                                   |
| ---------------------------------------------------------------------- | ---------------------------------------------------------------------- | ---------------------------------------------------------------------- | ---------------------------------------------------------------------- | ---------------------------------------------------------------------- | ---------------------------------------------------------------------- | ---------------------------------------------------------------------- | ---------------------------------------------------------------------- |
| 8-6-2019                                                               | Reykjavík                                                              | Islanda                                                                | 1 – 0                                                                  | Albania                                                                | Qual. Euro 2020                                                        | -                                                                      | Cap: E.Hysaj                                                           |
| 11-6-2019                                                              | Elbasan                                                                | Albania                                                                | 2 – 0                                                                  | Moldavia                                                               | Qual. Euro 2020                                                        | Sokol Çikalleshi Ylber Ramadani                                        | Cap: M.Mavraj                                                          |
| 7-9-2019                                                               | Parigi                                                                 | Francia                                                                | 4 – 1                                                                  | Albania                                                                | Qual. Euro 2020                                                        | Sokol Çikalleshi                                                       | Cap: M.Mavraj                                                          |
| 10-9-2019                                                              | Elbasan                                                                | Albania                                                                | 4 – 2                                                                  | Islanda                                                                | Qual. Euro 2020                                                        | Kastriot Dermaku Elseid Hysaj Odise Roshi Sokol Çikalleshi             | Cap: E.Hysaj                                                           |
| 11-10-2019                                                             | Istanbul                                                               | Turchia                                                                | 1 – 0                                                                  | Albania                                                                | Qual. Euro 2020                                                        | -                                                                      | Cap: L.Memushaj                                                        |
| 14-10-2019                                                             | Chișinău                                                               | Moldavia                                                               | 0 – 4                                                                  | Albania                                                                | Qual. Euro 2020                                                        | Sokol Çikalleshi Keidi Bare Lorenc Trashi Rey Manaj                    | Cap: A.Abrashi                                                         |
| 14-11-2019                                                             | Elbasan                                                                | Albania                                                                | 2 – 2                                                                  | Andorra                                                                | Qual. Euro 2020                                                        | Bekim Balaj Rey Manaj                                                  | Cap: L.Memushaj                                                        |
| 17-11-2019                                                             | Tirana                                                                 | Albania                                                                | 0 – 2                                                                  | Francia                                                                | Qual. Euro 2020                                                        | -                                                                      | Cap: E.Hysaj                                                           |
| 4-9-2020                                                               | Minsk                                                                  | Bielorussia                                                            | 0 – 2                                                                  | Albania                                                                | UEFA Nations League 2020-2021 - 1º turno                               | Sokol Çikalleshi Keidi Bare                                            | Cap: E.Hysaj                                                           |
| 7-9-2020                                                               | Tirana                                                                 | Albania                                                                | 0 – 1                                                                  | Lituania                                                               | UEFA Nations League 2020-2021 - 1º turno                               | -                                                                      | Cap: E.Hysaj                                                           |
| 10-10-2020                                                             | Almaty                                                                 | Kazakistan                                                             | 0 – 0                                                                  | Albania                                                                | UEFA Nations League 2020-2021 - 1º turno                               | -                                                                      | Cap: E.Berisha                                                         |
| 13-10-2020                                                             | Vilnius                                                                | Lituania                                                               | 0 – 0                                                                  | Albania                                                                | UEFA Nations League 2020-2021 - 1º turno                               | -                                                                      | Cap: E.Berisha                                                         |
| 11-11-2020                                                             | Elbasan                                                                | Albania                                                                | 2 – 1                                                                  | Kosovo                                                                 | Amichevole                                                             | Bekim Balaj Myrto Uzuni                                                | Cap: E.Berisha                                                         |
| 15-11-2020                                                             | Tirana                                                                 | Albania                                                                | 3 – 1                                                                  | Kazakistan                                                             | UEFA Nations League 2020-2021 - 1º turno                               | Sokol Çikalleshi Ardian Ismajli Rey Manaj                              | Cap: E.Berisha                                                         |
| 18-11-2020                                                             | Tirana                                                                 | Albania                                                                | 3 – 2                                                                  | Bielorussia                                                            | UEFA Nations League 2020-2021 - 1º turno                               | 2 Sokol Çikalleshi (1 rig.) Rey Manaj                                  | Cap: E.Berisha                                                         |
| 25-3-2021                                                              | Andorra                                                                | Andorra                                                                | 0 – 1                                                                  | Albania                                                                | Qual. Mondiali 2022                                                    | Ermir Lenjani                                                          | Cap: E.Berisha                                                         |
| 28-3-2021                                                              | Tirana                                                                 | Albania                                                                | 0 – 2                                                                  | Inghilterra                                                            | Qual. Mondiali 2022                                                    | -                                                                      | Cap: E.Berisha                                                         |
| 31-3-2021                                                              | Serravalle                                                             | San Marino                                                             | 0 – 2                                                                  | Albania                                                                | Qual. Mondiali 2022                                                    | Rey Manaj Myrto Uzuni                                                  |                                                                        |
| 5-6-2021                                                               | Cardiff                                                                | Galles                                                                 | 0 – 0                                                                  | Albania                                                                | Amichevole                                                             | -                                                                      | Cap: A.Abrashi                                                         |
| 8-6-2021                                                               | Praga                                                                  | Rep. Ceca                                                              | 3 – 1                                                                  | Albania                                                                | Amichevole                                                             | Sokol Çikalleshi                                                       | Cap: A.Abrashi                                                         |
| 2-9-2021                                                               | Varsavia                                                               | Polonia                                                                | 4 – 1                                                                  | Albania                                                                | Qual. Mondiali 2022                                                    | Sokol Çikalleshi                                                       | Cap: E.Berisha                                                         |
| 5-9-2021                                                               | Elbasan                                                                | Albania                                                                | 1 – 0                                                                  | Ungheria                                                               | Qual. Mondiali 2022                                                    | Armando Broja                                                          | Cap: E.Berisha                                                         |
| 8-9-2021                                                               | Elbasan                                                                | Albania                                                                | 5 – 0                                                                  | San Marino                                                             | Qual. Mondiali 2022                                                    | Rey Manaj Qazim Laci Armando Broja Elseid Hysaj Myrto Uzuni            | Cap: E.Hysaj                                                           |
| 9-10-2021                                                              | Budapest                                                               | Ungheria                                                               | 0 – 1                                                                  | Albania                                                                | Qual. Mondiali 2022                                                    | Armando Broja                                                          | Cap: E.Berisha                                                         |
| 12-10-2021                                                             | Tirana                                                                 | Albania                                                                | 0 – 1                                                                  | Polonia                                                                | Qual. Mondiali 2022                                                    | -                                                                      | Cap: E.Berisha                                                         |
| 12-11-2021                                                             | Londra                                                                 | Inghilterra                                                            | 5 – 0                                                                  | Albania                                                                | Qual. Mondiali 2022                                                    | -                                                                      | Cap: E.Hysaj                                                           |
| 15-11-2021                                                             | Tirana                                                                 | Albania                                                                | 1 – 0                                                                  | Andorra                                                                | Qual. Mondiali 2022                                                    | Endri Cekici (rig.)                                                    | Cap: E.Hysaj                                                           |
| 26-3-2022                                                              | Cornellà de Llobregat                                                  | Spagna                                                                 | 2 – 1                                                                  | Albania                                                                | Amichevole                                                             | Myrto Uzuni                                                            | Cap: E.Berisha                                                         |
| 29-3-2022                                                              | Tirana                                                                 | Albania                                                                | 0 – 0                                                                  | Georgia                                                                | Amichevole                                                             | -                                                                      | Cap: E.Hysaj                                                           |
| 6-6-2022                                                               | Reykjavík                                                              | Islanda                                                                | 1 – 1                                                                  | Albania                                                                | UEFA Nations League 2022-2023 - Lega B                                 | Taulant Seferi                                                         | Cap: E.Berisha                                                         |
| 10-6-2022                                                              | Tirana                                                                 | Albania                                                                | 1 – 2                                                                  | Israele                                                                | UEFA Nations League 2022-2023 - Lega B                                 | Armando Broja (rig.)                                                   | Cap: E.Berisha                                                         |
| 13-6-2022                                                              | Tirana                                                                 | Albania                                                                | 0 – 0                                                                  | Estonia                                                                | Amichevole                                                             | -                                                                      | Cap: F.Veseli                                                          |
| 24-9-2022                                                              | Tel Aviv                                                               | Israele                                                                | 2 – 1                                                                  | Albania                                                                | UEFA Nations League 2022-2023 - Lega B                                 | Myrto Uzuni                                                            | Cap: E.Hysaj                                                           |
| 27-9-2022                                                              | Tirana                                                                 | Albania                                                                | 1 – 1                                                                  | Islanda                                                                | UEFA Nations League 2022-2023 - Lega B                                 | Ermir Lenjani                                                          | Cap: S.Çikalleshi                                                      |
| 26-10-2022                                                             | Riad                                                                   | Arabia Saudita                                                         | 1 – 1                                                                  | Albania                                                                | Amichevole                                                             | Bekim Balaj                                                            | Cap: S.Çikalleshi                                                      |
| 9-11-2022                                                              | Marbella                                                               | Qatar                                                                  | 1 – 0                                                                  | Albania                                                                | Amichevole                                                             | -                                                                      | Cap: S.Kallaku                                                         |
| 16-11-2022                                                             | Tirana                                                                 | Albania                                                                | 1 – 3                                                                  | Italia                                                                 | Amichevole                                                             | Ardian Ismajli                                                         | Cap: E.Berisha                                                         |
| 19-11-2022                                                             | Tirana                                                                 | Albania                                                                | 2 – 0                                                                  | Armenia                                                                | Amichevole                                                             | Xhuliano Skuka Kristjan Asllani                                        | Cap: E.Berisha                                                         |
| Totale                                                                 |                                                                        | Presenze                                                               | 38                                                                     |                                                                        | Reti                                                                   | 45                                                                     |                                                                        |

## Palmarès

### Giocatore

#### Competizioni giovanili
- Campionato Primavera: 1

SPAL: 1964-1965

#### Competizioni nazionali
- Campionato italiano Serie C: 1

Alessandria: 1973-1974

### Allenatore
- Campionato italiano di Serie B: 2

Brescia: 1996-1997
Vicenza: 1999-2000
- Campionato italiano Serie C1: 1

Napoli: 2005-2006